# Nuage d'Orion

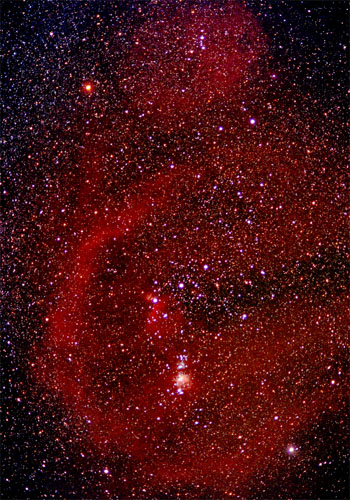
Photo de la boucle de Barnard, qui est une composante primaire du complexe nébulaire. Sur l'image sont visibles également d'autres nébuleuses du complexe telles que M42.

Le nuage moléculaire d'Orion (appelé parfois également le complexe d'Orion) est une grande nébuleuse située dans la constellation d'Orion.

## Description
Le nuage lui-même est situé entre 1 500  et   1 600 années-lumière de la Terre et est large de plusieurs centaines d'années-lumière. Plusieurs parties de la nébuleuse sont visibles avec des jumelles ou de petits télescopes, certaines parties (telles que la nébuleuse d'Orion) étant même visibles à l'œil nu.
La nébuleuse est importante à cause de sa taille car elle s'étend sur plusieurs degrés de la ceinture d'Orion jusqu'à son épée. C'est une des régions de formation stellaire les plus actives du ciel, qui contient des disques protoplanétaires et de très jeunes étoiles. La nébuleuse est également très brillante dans les longueurs d'onde infrarouge à cause des processus générateurs de chaleur intervenant dans la formation stellaire, bien que le complexe contienne aussi des nébuleuses sombres, des nébuleuses en émission, des nébuleuses par réflexion et des régions HII.

## Nébuleuses situées dans le complexe
Voici une liste de nébuleuses notables situées dans le complexe nébulaire :
- La nébuleuse d'Orion, appelée également M42
- M43, qui est une partie de la nébuleuse d'Orion
- La nébuleuse de la Tête de Cheval
- La boucle de Barnard
- M78, une nébuleuse par réflexion
- Le nuage moléculaire 1 d'Orion (OMC-1)
- Le nuage moléculaire 2 d'Orion (OMC-2)
- La nébuleuse de la Flamme (NGC 2024)